# Umbertide
Umbertide és una ciutat i comune de la província de Perusa, a la regió italiana d'Úmbria, a la confluència dels rius Reggia i Tíber. Està a uns 30 km al nord de Perusa i uns 20 km al sud de Città di Castello. L'1 de gener de 2018 tenia 16.530 habitants.
Umbertide és una de les ciutats més grans d'Úmbria. És un centre industrial que produeix maquinària, tèxtils, material d'embalatge i ceràmica.

## Llocs d'interès
Tot i que hi ha restes de les muralles medievals, algunes cases medievals i part de la Rocca (o ciutadella), molts dels monuments d'Umbertide són de períodes posteriors.
- Esglésies
  - Santa Maria della Reggia és l'església principal de la ciutat, una col·legiata sovint referida simplement com la "Collegiata": és un edifici octogonal del segle xvi, coronat per una elegant cúpula, que conté algunes pintures de Niccolò Circignani.
  - Santa Maria della Pietà, amb la atractiva capella funerària dels comtes de Sorbello, és una església medieval i renaixentista.
  - Santa Croce és una església del segle xvii, que actualment alberga una galeria de pintura, incloent una Deposició de Luca Signorelli.
  - San Francesco és l'església més gran, d'estil gòtic: a principis del segle XXI es trobava en restauració, que prometia ser prolongada.
  - Cristo Risorto, església del segle xx.

Més enllà dels límits de la ciutat, els principals monuments del municipi són:
- Castell de Civitella Ranieri, 5 km al nord-est, una de les fortaleses medievals més ben conservades d'Úmbria.
- Abadia de S. Salvatore de Montecorona, 4 km al sud, que té una bella cripta del segle xi amb capitells romans primerencs i sostres pintats del segle xviii.
- Castell de Polgeto, una estructura medieval.
- Església de l'abadia de S. Bartolomeo de 'Fossi, situada sobre un cingle, amb vistes a cada costat.
- Borgo Santa Giuliana, un poble medieval emmurallat.